# Kristiansund BK
Maillots
Le Kristiansund Ballklubb (ou Kristiansund BK) est un club norvégien de football fondé le 2 septembre 2003 et basé dans la ville de Kristiansund.
Le club présidé par Vidar Solli et entraîné par Christian Michelsen évolue en Tippeligaen norvégienne.
Depuis 2003, Kristiansund joue à domicile dans le Stade Atlanten, stade de 4 000 places.

## Bilan sportif

### Palmarès
| Compétitions nationales | Compétitions internationales |
| - Championnat de Norvège de deuxième division (1) - Champion : 2016 - Championnat de Norvège de troisième division (1) - Vainqueur : 2012 | - Néant                      |

## Personnalités du club

### Joueurs emblématiques
- Olivier Nsiabamfumu
- Øyvind Hoås
- Rexhep Lekaj (de)
- Kris Bright

### Effectif actuel (2024)
| N° | Nat.                   | Poste | Nom du joueur                               |
| -- | ---------------------- | ----- | ------------------------------------------- |
| 1  | Drapeau des États-Unis | G     | Michael Lansing                             |
| 3  | Drapeau de la Norvège  | D     | Christoffer Aasbak                          |
| 4  | Drapeau de la Norvège  | D     | Marius Olsen                                |
| 5  | Drapeau de la Norvège  | D     | Dan Peter Ulvestad (capitaine)              |
| 6  | Drapeau de la Norvège  | D     | Andreas Hopmark                             |
| 7  | Drapeau du Sénégal     | A     | Pape Habib Guèye (en prêt d'Aberdeen)       |
| 8  | Drapeau de la Norvège  | M     | Ruben Alte                                  |
| 9  | Drapeau de l'Islande   | A     | Hilmir Rafn Mikaelsson (en prêt de Venezia) |
| 11 | Drapeau de la Norvège  | A     | Franklin Nyenetue                           |
| 12 | Drapeau de la Norvège  | G     | Adrian Sæther                               |
| 14 | Drapeau de la Norvège  | M     | Jesper Isaksen                              |
| 15 | Drapeau de la Norvège  | A     | Mikkel Rakneberg                            |
| 17 | Drapeau de l'Islande   | A     | Brynjólfur Willumsson                       |

| No. | Nat.                  | Position | Nom du joueur         |
| --- | --------------------- | -------- | --------------------- |
| 18  | Drapeau de la Norvège | D        | Sebastian Jarl        |
| 19  | Drapeau de la Norvège | A        | Leander Alvheim       |
| 20  | Drapeau du Nigeria    | M        | Wilfred George Igor   |
| 22  | Drapeau de la Norvège | D        | Håkon Sjåtil          |
| 23  | Drapeau de la Norvège | M        | Heine Gikling Bruseth |
| 26  | Drapeau de la Norvège | D        | Max Williamsen        |
| 29  | Drapeau de la Norvège | A        | Marius Weidel         |
| 30  | Drapeau du Sénégal    | G        | Serigne Mbaye         |
| 33  | Drapeau de la Norvège | A        | Haakon Haugen         |
| 34  | Drapeau de la Norvège | M        | Andreas Bakeng-Rogne  |
| 35  | Drapeau de la Norvège | D        | Isak Aalberg          |
| 37  | Drapeau de la Norvège | A        | Oskar Sivertsen       |